# Seznam avstrijskih feldmaršalov
Seznam feldmaršalov, ki so služili v avstrijskih oz. v avstro-ogrskih oboroženih silah.

## Avstrija
- (Ernst Gideon von Laudon)
- 1806 - Heinrich Graf von Bellegarde (1756-1845)
- 1808 - Josef Freiherr Alvinczy von Borberek (1735-1810)
- 1809 - Charles Joseph, Princ de Ligne (1735-1814)
- 1813 - Karl Philipp Fürst zu Schwarzenberg (1771-1820)
- 1833 - Alfred I, Fürst zu Windisch-Grätz (1787-1862)
- 1836 - Josef Graf zu Radetzky von Radetz (1766-1858)
- 1848 - Franz Josef Avstrijski (1830-1916)
- 1860 - Heinrich Freiherr von Hess (1788-1870)
- 4. april 1863 - Nadvojvoda Albrecht Avstrijski (1817-1895)
- Ferdinand Bubna
- Wierich Daun
- Karl Moering
- Leonard Rothkirsch
- Annibale Sommariva

## Avstro-Ogrska
- 8. december 1914 - Nadvojvoda Friedrich Avstrijski (1856-1936)
- 1916 - Karl Avstrijski (1887-1922)
- 23. november 1916 - Nadvojvoda Eugen Avstrijski (1863-1954)
- 25. november 1916 - Franz Graf Conrad von Hötzendorf (1852-1925)
- 5. november 1917 - Hermann Freiherr Kövess von Kövesshaza (1854-1924)
- 5. november 1917 - Alexander Freiherr von Krobatin (1849-1933)
- 30. januar 1918 - Franz Freiherr Rohr von Denta (1854-1927)
- 31. januar 1918 - Eduard Freiherr von Böhm-Ermolli (1856-1941)
- 1. februar 1918 - Svetozar Boroevic von Bojna (1856-1920)
- 24. oktober 1918 - Nadvojvoda Joseph August Avstrijski (1872-1962)